# Hotel Kubát
Horský hotel Kubát je ubytovací zařízení v obci Benecko v okrese Semily. V první polovině 20. století byl jedním z nejmodernějších hotelů v Krkonoších.

## Historie
Chalupa čp. 37 (později čp. 83) je zachycena na indikační skice z roku 1842, stejně jako téhož roku na stabilním katastru. Dne 3. ledna 1847 se na Benecku konala svatba Josefa Kubáta a Anežky Erlebachové, vdovy po Janu Erlebachovi, přičemž Josef se do chalupy. První písemná úřední zmínka o pohostinských službách v tomto domě je povolení Josefu Kubátovi prodávat teplá jídla a nápoje z roku 1852. Chalupu poté manželé modernizovali a přistavovali podle finanční situace, což lze pozorovat na katastrálních mapách z počátku 20. století, kde je patrné rozšíření stavení.
Po smrti Josefa Kubáta dne 26. května 1883 (v matrice je uvedena jako důvod smrti „slabost těla“) pohostinství přebírá jeho syn Augustin. Ten hotel spravuje až do roku 1923, kdy správu předává svému synovi, Augustinovi Kubátovi mladšímu. Sám Kubát starší umírá v roce 1935. Jeho syn se rozhodl pro rozsáhlé rozšíření a přestavbu. Slavnostně byl hotel předán dne 7. listopadu 1937 a o rok později byl druhým největším českým hotelem v Krkonoších s ústředním topením, tekoucí teplou vodou v každém pokoji a 6 garážemi. Taktéž se zasadil o to, aby spojnice dvou silnic na Benecku vedla až k jeho hotelu. Ačkoliv na Benecku nebyla početná německá menšina, hotel Kubát spadal pod území zabrané Mnichovskou dohodou (stejně jako Hančova bouda nebo Zlatá vyhlídka). Během války byl používán jako starobinec pro přesídlence německého původu z dnešního Rumunska a rodina Kubátů z něj byla vysídlena.
Po druhé světové válce hotel pořád vlastnil Augustin Kubát mladší, který byl však v roce 1951 zatčen a o rok později odsouzen v procesu „Pavel Kašťák a spol.“ k 18 letům vězení a propadnutí veškerého majetku. Následně je hotel předán ROH, které z něj vytváří zotavovnu „Rudá hvězda“. Do roku 1980 byl hotel používán ve stavu z roku 1937, avšak později bylo kvůli havarijnímu stavu přistoupeno k demolici a stavbě nové budovy. Hotel tak získal svou současnou podobu. V lednu 1992 získala dcera Augustina Kubáta, který zemřel v roce 1970, majetek zpět a vrátila mu původní jméno.

## Současnost
Hotel Kubát je v součanosti (2025) ve vlastnictví společnosti Levínek s.r.o. Nabízí 37 pokojů, jídelnu se 110 místy, restauraci, snack bar a 3 salonky pro 15, 20 a 30 osob. Nabízí těž venkovní terasu s výhledem na Krkonošský masiv.

## Doprava
Hotel je dobře dostupný do Vrchlabí silnicí III/28624 a silnicí III/28626 do Jilemnice. Je u něj zároveň autobusová zastávka Benecko, hotel Kubát.